# 湯斯維爾 (北卡羅萊納州)
湯斯維爾（英語：Townsville）是位於美國北卡羅萊納州萬斯縣的非建制地區。

## 歷史
湯斯維爾的郵局自1855年營運至今。

## 地理
湯斯維爾所處的海拔為高於海平面130米（即427英呎），而該地所採用的時區為UTC-5，即北美东部时区（EST）。同時該地設有夏令時間，為UTC-5調快一小時，即UTC-4（EDT）。